# Koseč
Koseč (in italiano in passato Cossis o Cosez) è un paese della Slovenia, nel comune di Caporetto. Si trova nell'alta valle del fiume Isonzo, 1 km a est di Dresenza, alle falde sud-occidentali del Monte Nero. A sud del villaggio si apre una profonda forra scavata dal torrente Ročica che scende nella valle dell'Isonzo.
Appena sopra la forra si trova una delle più antiche chiese della regione: la chiesa di San Giusto (Sv. Just), costruita nella seconda metà del XIV secolo. È una costruzione in tufo, di stile tardo-romanico con una navata lunga 5 m e larga 4,7 e l'interno è interamente affrescato.

## Storia
In epoca asburgica il paese fece parte del comune di Dresenza (Dreženca o Drežnica), all'interno della Contea di Gorizia e Gradisca (a sua volta inquadrata dapprima nel Regno d'Illiria e dal 1849 nel Litorale austriaco).
In seguito alla prima guerra mondiale e al Trattato di Rapallo, nel 1920 il paese venne annesso al Regno d'Italia, così come il resto dell'alta Val d'Isonzo. Nel 1923 il nome del paese venne modificato in Cossis. Inquadrato dallo stesso anno nella provincia del Friuli, nel 1927 passò alla ricostituita provincia di Gorizia. Nel 1928 il comune di Dresenza venne soppresso e il suo territorio aggregato a quello di Caporetto.
Nel 1947, in seguito alla seconda guerra mondiale e ai Trattati di Parigi, il paese passò alla Jugoslavia. Dal 1991 fa parte della Slovenia.